# Sergio Goycochea
Sergio Javier Goycochea (Zárate, Buenos Aires, 1963. október 17. –) volt  argentin válogatott labdarúgó, kapus. Világhírt az 1990-es olaszországi labdarúgó-világbajnokságon szerzett, amikor számos fontos tizenegyest hárított.
'El Goyco' Nery Pumpido cseréje volt a klubcsapatában (River Plate) illetve az argentin válogatottban is. Pumpido lába eltört az olaszországi világbajnokságon a Szovjetunió elleni csoportmeccsen. Goycochea ekkor kapott lehetőséget, innentől kezdve a torna végéig ő védett.

## Sikerei, díjai

### Játékosként
River Plate
- Argentin bajnok (1)
  - 1985-86
- Interkontinentális kupa (1)
  - 1986
- Libertadores-kupa (1)
  - 1986
- Interamericana-kupa (1)
  - 1987

 Millonarios
- Kolumbiai bajnok (1)
  - 1988

 Olimpia Asunción
- Paraguayi bajnok (1)
  - 1993

 Argentína
- Világbajnoki ezüstérmes (1)
  - 2. helyezett: 1990, Olaszország
- Konföderációs kupagyőztes (1)
  - 1. helyezett: 1992, Szaúd-Arábia
- Copa América győztes (2)
  - 1. helyezett: 1991, Chile
  - 1. helyezett: 1993, Ecuador